# Alen Blažević
Alen Blažević (Našice, 29 marzo 1986) è un pallamanista croato.

## Carriera
Fa il suo esordio tra i professionisti con il club RK Gorenje Velenje, con il quale milita dal 2005 al 2008. In seguito passa agli sloveni dello RK Cimos Koper, con i quali rimane sino al 2009. Torna in quell'anno a giocare nel campionato croato con il RK Nexe. Dal 2012 gioca con gli ungheresi dello SC Pick Szeged, con i quali vince il campionato nazionale (Nemzeti Bajnokság I) nel 2018.